# Elisabeth Blunschy

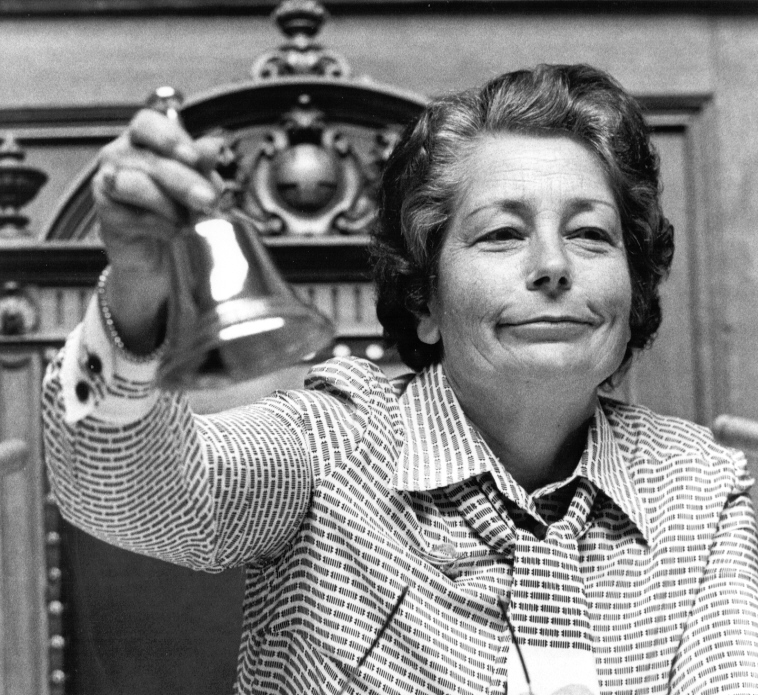
Nationalratspräsidentin Elisabeth Blunschy

Elisabeth Blunschy-Steiner (* 13. Juli 1922 in Schwyz; † 1. Mai 2015 ebenda) war eine Schweizer Juristin und Politikerin. Bei den Schweizer Parlamentswahlen 1971 wurde Blunschy-Steiner als Mitglied der CVP im Wahlkreis Schwyz in den Nationalrat gewählt – und repräsentierte damit den Kanton Schwyz in der Bundesversammlung, noch bevor der Kanton 1972 das Frauenstimmrecht auch für Kantonsangelegenheiten einführte.
Am 2. Mai 1977 wurde sie zur Nationalratspräsidentin gewählt und war somit die erste Frau, die den Schweizer Nationalrat präsidierte.

## Biografie
Elisabeth Steiner wurde am 13. Juli 1922 in Schwyz als jüngste von vier Schwestern geboren. Als ihr Vater, Nationalrat Hans Steiner, 1924 als erster Richter aus dem Kanton Schwyz Bundesrichter geworden war, zog die Familie nach Lausanne. Nach der Matura studierte Elisabeth Steiner Rechtswissenschaft beziehungsweise Jura an der Universität Freiburg i.Üe., wo sie auch ihren Mann Alfred Blunschy kennenlernte. 1947 war sie eine der ersten zwei Frauen, die ihr Anwaltsexamen in Schwyz ablegten. Ihr Studium schloss sie mit einem Doktorat ab. Nachdem sie im Kanton Schwyz das Anwaltspatent erworben hatte, führte sie gemeinsam mit ihrem Mann eine Anwaltskanzlei in Schwyz.
Eines ihrer ersten politischen Engagements war das Präsidium des Schweizerischen Katholischen Frauenbundes. In dieser Funktion kämpfte sie für die Einführung des Frauenstimmrechts.
Ende der 1960er Jahre wurde sie Mitglied der Expertenkommission für die Revision des Familienrechts. Dies war auch ein Schwergewicht ihrer politischen Arbeit in den 1970er- und 1980er-Jahren. 1971 wurde Elisabeth Blunschy-Steiner gemeinsam mit zehn weiteren Frauen zu den ersten Nationalrätinnen in der Geschichte der Schweiz gewählt. Am 2. Mai 1977 folgte die Wahl zur ersten Nationalratspräsidentin.
Nach 16 Jahren und drei Wiederwahlen legte sie 1987 ihr Amt als Nationalrätin nieder.
1981 erhielt sie den Ehrendoktortitel der theologischen Fakultät der Universität Luzern. Neben ihren politischen Ämtern präsidierte sie auch von 1977 bis 1987 die Caritas Schweiz.
Elisabeth Blunschy-Steiner hatte drei Kinder und drei Enkelkinder – einer davon, Dominik Blunschy ist amtierender Schwyzer Kantonsrat und wurde bei den Schweizer Parlamentswahlen am 22. Oktober 2023 wie schon seine Grossmutter in die Grosse Kammer gewählt – und lebte zuletzt in Schwyz.